# Процес 62-х 1941
Процес 62-х 1941 — судовий процес, який відбувся в м. Дрогобич 7 травня 1941 над 62-ма українськими націоналістами з Дрогобицького, Добромильського, Стрийського і Турківського районів за приналежність до Організації українських націоналістів. У ході слідства заарештовані зазнавали нелюдських тортур. Результатом процесу став вирок: до смерті було засуджено 30 осіб, 24-х — до 10-ти років ув'язнення, справи решти 8-ми передані на додаткове розслідування. Захист підсудних подав касаційну скаргу. Згодом Президія ВР СРСР 4-м націоналістам (серед них 3-м жінкам) смерть замінила на ув'язнення. Остаточний присуд — 20 в'язнів (між ними 2 жінки) засуджено до смерті, 13 — до 10-річного ув'язнення, 19 — до 8-ми років ув'язнення, 5 осіб — до 7-ми років ув'язнення. Справи 4-х заарештованих знову були передані на додаткове розслідування, і тільки одного — Василя Марчишина із с. Нижні Гаї (нині село Дрогобицького р-ну Львів. обл.) — було звільнено. За свідченням учасника процесу Василя Куцого, страчені були: Михайло Білий, Степан Войцехович, Василь Герасим'як, Іван Гук, Петро Данилишин, Степан Зарицький, Філько Іваничук, Юрко Кисличник, Олекса Костище, Степан Кулинич, Степан Левкун, Теофіля Мацюрак, Марія Мудра, Олекса Скоропад, Атанас Сорочин, Степан Стефанців, Федір Суботяк, Осип Тоживець, Василь Хован, Осип Цап'як. Вже після початку німецько-радянської війни 1941—45 співробітники НКВС УРСР вбили ще 4-х учасників процесу: Василя Гурія, Івана Журавчика, Степана Полюга, Андрія Хомина.